# Flounder's Flying Fish Coaster
Flounder's Flying Fish Coaster est un circuit de montagnes russes junior du parc Tokyo DisneySea. L'attraction, située dans Mermaid Lagoon est basée sur le personnage de Polochon (Flounder en anglais), un poisson jaune et bleue ami d'Ariel dans La Petite Sirène. 
Les visiteurs embarquent dans des poissons.

## Les attractions
Flounder's Flying Fish Coaster est un type particulier d'attraction dont la technologie a été précédemment utilisée par Vekoma dans les autres parcs Disney avec des thèmes et bien-sûr des appellations différentes:
- Magic Kingdom
  - Barnstormer au sein de la Goofy's Wiseacre Farm
- Disneyland et Tokyo Disneyland
  - Gadget's Go Coaster dans Mickey's ToonTown

### Tokyo DisneySea
- Ouverture : 4 septembre 2001 (avec le parc)
- Conception : Walt Disney Imagineering, Togo
- Modèle: Junior Coaster
- Longueur: 207 mètres
- Débit théorique : 780 passagers par heure
- Les trains :
  - Nombre : 2
  - Capacité : 16 personnes
  - Nombre de voitures : 8
  - Capacité des voitures : 2 par rangée
- Durée : 1 min.
- Type d'attraction : montagnes russes junior
- Situation : 35° 37′ 38″ N, 139° 52′ 56″ E